# Радзинский, Станислав Адольфович
Станислав Адольфович Радзинский (Уэйтинг-Радзинский, Уэйтинг; 15 марта 1895, Одесса, Херсонская губерния — 31 июля 1969, Москва) — советский драматург и сценарист, литературный и театральный критик, фельетонист. Член Союза писателей СССР (1938).

## Биография
Родился 3 марта (по старому стилю) 1895 года в Одессе, в богатой еврейской семье. Его отец, нешавский мещанин Варшавской губернии Абрам Моисеевич Радзинский (1857—?), был банковским служащим, сыном текстильного фабриканта; мать — Файгля Радзинская — происходила из семьи бессарабского зерноторговца. Станислав был вторым ребёнком, единственным выжившим из восьми детей супружеской пары — остальные умерли в детстве из-за несовместимости резус-факторов отца и матери и других причин.
В 1912 году поступил на юридический факультет Императорского Новороссийского университета, который окончил в 1917 году, и в том же году начал свою литературную деятельность публикацией очерков, рассказов и рецензий в одесских газетах и журналах («Жизнь», «Объединение», «Вечерние известия»), был сотрудником и постоянным фельетонистом газеты «Одесский листок», заместителем редактора журнала «Шквал». Был разнообразным публикатором: писал от записок путешественника до литературных зарисовок. После революции многие свои работы публиковал под псевдонимом Стенли Уэйтинг (от английского — ожидание). Эдвард Радзинский объясняет это тем, что первые годы после революции его отец ждал, что власть большевиков будет свергнута.
С 1923 года был постоянным сценаристом и заведовал литературным отделом Одесской кинофабрики (ВУФКУ). Руководил секцией рабкоров-киносценаристов при одесском литературном кружке «Станок» (1928—1930). Писал сценарии к кинематографу, экранизировано было 11 фильмов. В 1930 году переехал в Москву.
Умер 31 июля 1969 года в Москве. Похоронен на Ваганьковском кладбище.

## Личная жизнь
- Жена — Софья Юлиановна Козакова (1908—1991)[14].
  - Сын — Эдвард Радзинский (род. 1936), драматург, писатель, сценарист и телеведущий.
    - Внук — Олег Радзинский (род. 1958), диссидент, инвестиционный банкир и писатель.

## Фильмография
- 1926 — Красношейка (оригинальный текст — Николай Асеев, авторы сценария С. Уэйтинг-Радзинский, А. Рубинштейн)
- 1927 — Кафе Фанкони (сценарий Уэйтинга и Рубинштейна по повести Н. Матьяша «Коровины дети»);
- 1927 — Путь в Дамаск (Совкино, авторы сценария С. Уэйтинг-Радзинский, А. Рубинштейн)
- 1928 — Бенефис клоуна Жоржа (авторы сценария Уэйтинг и Вольф)
- 1928 — Жемчужина Семирамиды (комедия, авторы сценария С. Уэйтинг-Радзинский, В. Вольдо)
- 1930 — Взорванные дни
- 1930 — Гость из Мекки (с В. Вольдо)
- 1930 — Право отцов
- 1931 — Кармелюк
- 1931 — Звездоносцы (Звёздные шлемы)
- 1932 — Рождение героини (с В. Вольдо)
- 1937 — На Дальнем Востоке (оригинальный текст — Пётр Павленко)

## Пьесы
- Госпожа моя — слава: комедия в 3-х действиях / С. Радзинский, В. Шкловский. М.: Всесоюзное управление по охране авторских прав, Отдел распространения, 1944. — 55 с.; там же, 1945. — 64 с.
- Василий Бортников (Высокая волна): пьеса в 4-х действиях, 7-ми картинах С. Радзинского по мотивам романа Г. Е. Николаевой «Жатва». М.: Госкультпросветиздат, 1952. — 77 с.
- Счастье (1949)[15].
- Первая весна (1955)[16]
- Битва в пути. Пьеса в 3-х действиях (1957)[17]
- Э. Скриб, Е. Легуве. Тайны мадридского двора. Комедия в 2-х действиях. Перевод с французского С. Борового и С. Радзинского[18].
- Битка по пътя: пиеса в 3 д. / Г. Николаева, С. Радзински; Прев. от рус. език Иван Иванов Бояджиев. София: Наука и изкуство, 1959. — 104 с.
- До свидания, Анна: пьеса в 3-х действиях по мотивам романа Б. Полевого «Глубокий тыл» / Б. Полевой, С. Радзинский. М.: Отдел распространения драматических произведений ВУОАП, 1960.
- Ночь в пальмовой роще: драма в 2-х действиях С. Радзинского по мотивам романа С. Усмана «Родина моя... прекрасный мой народ». М.: Отдел распространения драматических произведений ВУОАП, 1961.
- Верочка Николаевна: пьеса в 2-х частях по мотивам повести Бориса Полевого «Доктор Вера» / Б. Полевой, С. Радзинский. М.: ВУОАП, 1966.
- После потопа: драма в 2-х частях. С. А. Радзинского по мотивам романа Я. Отченашека «Хромой Орфей». М.: ВУОАП, 1968. — 78 с.
- Бесчеловечная комедия: пьеса в 2-х частях С. А. Радзинского по мотивам «Человеческой комедии» О. Бальзака. М.: ВУОАП, 1968.

## Публикации
- Кафе Фанкони: Изоматериал. Кинодрама в 6 частях. Сценарий Уэйтинга и Рубинштейна по повести Н. Матьяша «Коровины дети»; Режиссёр М. Я. Капчинский. Оператор А. А. Левицкий. Либретто к кинофильму. М.: Кинопечать, 1927. — 7 с.
- Радзинский С. Чарли Чаплин. Сборник фельетонов о человеке и о творчестве… Как о нём слышал Уэйтинг / Станислав Уэйтинг-Радзинский. Одесса: БИП, 1928. — 57 с[12].